# بانبري (دائرة انتخابية في المملكة المتحدة)
بانبري  (بالإنجليزية: Banbury)‏ هي إحدى الدوائر الانتخابية في المملكة المتحدة الممثلة في مجلس العموم في برلمان المملكة المتحدة.
عضو البرلمان الذي يمثلها حالياً هو :Tony Baldry (Con).